# Władysław Nycz (1922–2017)
Władysław Nycz, pseudonimy Sokół, Ewa (ur. 30 listopada 1922 w Ostrowie, zm. 15 grudnia 2017) – polski harcerz i żołnierz, uczestnik podziemia niepodległościowego w czasie II wojny światowej oraz powojennego podziemia antykomunistycznego, działacz kombatancki.

## Życiorys
Pochodził ze wsi Ostrów w powiecie kowelskim na Wołyniu. W 1937 po napadach i podpaleniach ze strony Ukraińców rodzina przeniosła się do Krasnego, potem do Rzeszowa i do Dobrzechowa, gdzie spędził czas okupacji. Był harcerzem Szarych Szeregów. W 1943 dołączył do Armii Krajowej, przydzielono go do oddziału dywersyjnego „Rakieta”. Uczestniczył w akcjach małego sabotażu i akcji „Burza”.
Po II wojnie światowej członek Zrzeszenia „Wolność i Niezawisłość” Okręgu Rzeszowskiego w latach 1946–1947, działał jako wydawca i kolporter prasy tej organizacji (m.in. Ku Wolności), działając pod komendą Tadeusza Pleśniaka. Aresztowano go 9 stycznia 1948 roku, następnie przetrzymywano na Zamku Lubomirskich w Rzeszowie. Skazany następnie na 13 lat więzienia, utratę praw publicznych i obywatelskich praw honorowych na 5 lat oraz przepadek mienia. Karę odbywał we Wronkach, zwolniony warunkowo w 1955 roku. Podczas śledztwa i więzienia poddawany był szykanom i brutalnemu traktowaniu. Jego wyrok został unieważniony przez Sąd Wojewódzki w Rzeszowie 28 lutego 1992 roku. Był członkiem Światowego Związku Żołnierzy Armii Krajowej, pełnił tam obowiązki skarbnika I Oddziału w Rzeszowie. Należał także do Stowarzyszenia „Szarych Szeregów”, Związku Więźniów Politycznych Okresu Stalinowskiego i Zrzeszenia „Wolność i Niezawisłość”. 
Został odznaczony m.in. Krzyżem Komandorskim, Oficerskim i Kawalerskim Orderu Odrodzenia Polski, Srebrnym Krzyżem Niezłomnych, Złotym Krzyżem Zasługi, Krzyżem Walki o Niepodległość z Mieczami, Krzyżem Wolności i Niepodległości, Krzyżem Więźnia Politycznego, Kombatanckim Krzyżem Zasługi – Orderem Przelanej Krwi za Ojczyznę oraz Orderem Męczeństwa i Zwycięstwa. Awansowany do stopnia majora.
Zmarł 15 grudnia 2017 roku, pochowany 19 grudnia na cmentarzu w Rzeszowie-Staroniwie.